# Cruz Roja Ecuatoriana
La Sociedad Nacional de la Cruz Roja Ecuatoriana, conocido simplemente como Cruz Roja Ecuatoriana, es una entidad privada sin ánimo de lucro, miembro del Movimiento Internacional de la Cruz Roja y de la Media Luna Roja desde 1923. La misión de la entidad, acorde a los principios fundamentales de la Cruz Roja Internacional, consiste en prestar atención humanitaria a personas desprotegidas a causa de contingencias ocasionales, la protección de la vida, la salud y la integridad en tiempos de conflicto armado y otras situaciones de emergencia que se presente dentro del territorio de Ecuador.

## Historia

### Fundación
Médicos guayaquileños, el 22 de abril de 1910, debido a un posible enfrentamiento bélico entre Ecuador y Perú, tuvieron la idea de crear un ente cuya preocupación principal sería el apoyo sanitario para los eventuales heridos del Ejército ecuatoriano. Esta idea se concretó con la convocatoria hecha por la Sociedad Médico Quirúrgica de los Hospitales de Guayaquil, cuyos miembros eran los doctores León Becerra, José Payeze Gault, Juan Bautista Arzube Cordero, Leopoldo Izquieta Pérez, Wenceslao Pareja y Alfredo Espinoza Tamayo.
La reunión convocada se desarrolló en el Salón de Honor del Colegio Nacional Vicente Rocafuerte de la ciudad de Guayaquil el 22 de abril de 1910, en donde —además de médicos y especialistas en el área de salud— asistieron varios ciudadanos y representantes de entidades benéficas. El acto fue dirigido por el doctor Payeze Gault, quien manifestó los motivos de la convocatoria y develó el objetivo de crear una sociedad de la Cruz Roja en el país, la misma que debía adherirse a la Sociedad Internacional de Cruz Roja con sede en Ginebra, Suiza.
El resultado de la reunión fue la aprobación por unanimidad de la creación de la Cruz Roja, quedando fundada desde aquel día. En aquel mismo acto se prosiguió a elegir al primer directorio de la nueva entidad el cual fue encabezado por el señor Hermann Moeller Kleve como presidente y el doctor Carlos García Drouet como vicepresidente.

### Primeras brigadas

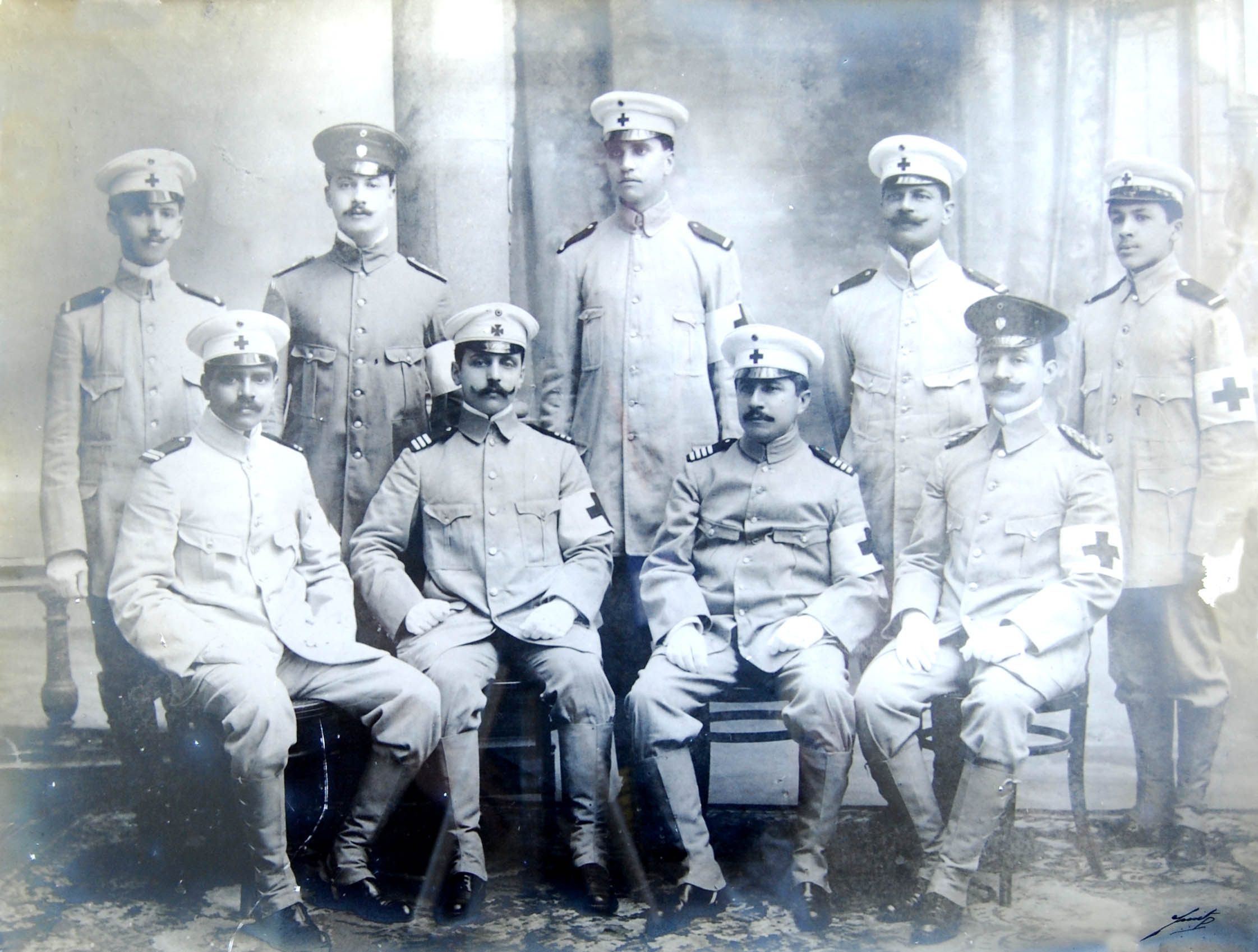
Primera brigada de la Cruz Roja Ecuatoriana.

Luego de la fundación del ente y de la designación de su primer directorio, la Cruz Roja conformó su primera brigada en la ciudad de Guayaquil el mismo día. La primera brigada estuvo integrada por los señores Teodoro Maldonado Carbo, Antonio J. Ampuero, Felipe Barbotó, Enrique Sotomayor, Gabriel Burbano, Manuel Genaro Gómez, Juan Bautista Arzube, Miguel H. Alcívar y Leopoldo Izquieta Pérez.
La segunda brigada fue constituida por los doctores Jacinto Garaycoa y José María Estrada, y los señores Luis Cueva, Francisco Andrade, Enrique Hurtado, Carlos Rolando, Capitán J. Fernández, Francisco Recalde y Juan Verdesoto.
La tercera brigada la conformó: el doctor José María Estrada; y los señores Luis Mariano Cueva, Carlos Rolando y Pedro Pablo Egüez Baquerizo.
Estas brigadas atendieron de manera exclusiva a los soldados heridos en combate.

### Reconocimiento legal
Varios meses después de la fundación de la Cruz Roja del Ecuador, el gobierno ecuatoriano liderado por el general Eloy Alfaro reconoció legalmente a la institución el 14 de noviembre de ese mismo año, mediante el decreto legislativo publicado en el Registro Oficial Nº 1392 del 20 de octubre, en el cual el Congreso de la República reconocía su adhesión a las Convenciones de Ginebra de 1864 y 1906, por lo cual se veía en el deber de «proteger y garantizar a las Sociedades de Socorros de Heridos, establecida bajo el amparo de la Cruz Roja»; en razón de lo cual estableció la Cruz Roja del Ecuador como «institución de beneficencia y utilidad pública», concediéndole la exoneración de pagos de todo impuesto fiscal o municipal, otorgándole las garantías y derechos a los miembros de la institución y un presupuesto anual.
Luego de varios años, y concluida la amenaza de un conflicto armado entre Ecuador y Perú, la conformación de la Cruz Roja quedó suspendida. Diez años después, el presidente Alfredo Baquerizo Moreno, mediante un decreto ejecutivo, dispuso la fundación de la Sociedad de Beneficencia de la Cruz Roja.

### Comité de Damas de la Cruz Roja

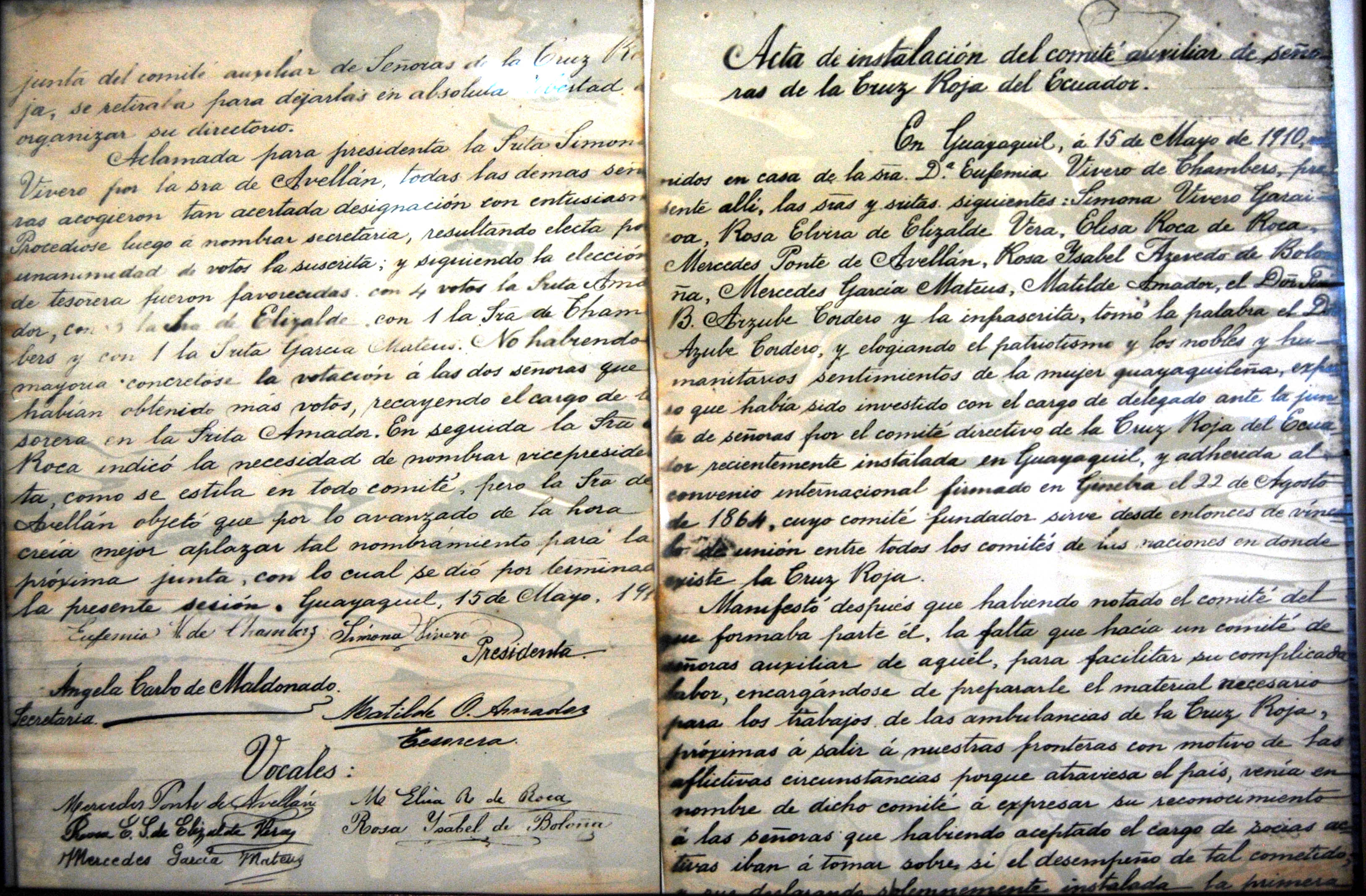
Acta de instalación de comité auxiliar de señoras de la Cruz Roja del Ecuador.

El directorio, al analizar la inmensa labor que tendrían las brigadas, solicitó la cooperación de mujeres guayaquileñas en las tareas de labores asistenciales y la debida atención a enfermos y heridos. Tras esta solicitud, se conformó el primer Comité de Damas de la Cruz Roja del Ecuador el 15 de mayo de 1910 en la casa de la señora Eufemia Vivero de Chambers.
El primer Comité de Damas de la Cruz Roja del Ecuador estuvo conformado por las señoras Elisa Roca de Roca, Eufemia Vivero de Chambers, Mercedes Ponte de Avellán, Ángela Carbo de Maldonado, Rosa de Boloña, Rosa Elvira de Elizalde Vera; y las señoritas Simona Vivero Garaycoa, Matilde Amador, Mercedes García Mateus y Carmen Baquerizo Robles.

### Oficialización
El primer estatuto de la Cruz Roja del Ecuador se redactó en agosto de 1922, con el objetivo de dar viabilidad al reconocimiento de la entidad local por parte de la antigua Liga de Sociedades de la Cruz Roja (actualmente denominada Federación Internacional de Sociedades de la Cruz Roja y de la Media Luna Roja) en 1923. Por medio de la iniciativa del doctor Luis Robalino Dávila, quién ejercía funciones de Cónsul General ecuatoriano en Suiza, se le fue permitido mantener varias reuniones con el Comité Internacional de la Cruz Roja (CICR) para comprometer el establecimiento de este movimiento en el Ecuador.
El cónsul Robalino Dávila, debido a sus demás actividades, encargó la continuidad de esta actividad en el doctor Isidro Ayora y en el coronel Ángel Isaac Chiriboga. Finalmente, el 27 de diciembre de 1922, se crea erige oficialmente la entidad bajo la denominación actual de «Cruz Roja Ecuatoriana», estableciéndose como primer presidente el doctor Luis Robalino Dávila. En lo posterior, desde 1925 inició la creación de filiales de esta entidad en todas las provincias del país.